# Liste der Kulturdenkmäler in Koblenz-Altstadt
In der Liste der Kulturdenkmäler in Koblenz-Altstadt sind alle Kulturdenkmäler im Stadtteil Koblenz-Altstadt der rheinland-pfälzischen Stadt Koblenz aufgeführt. Grundlage ist die Denkmalliste des Landes Rheinland-Pfalz (Stand: 28. Juni 2023).
Die Kulturdenkmäler sind Teil des seit 2002 bestehenden UNESCO-Welterbes Oberes Mittelrheintal.

## Denkmalzonen
| Bezeichnung            | Lage | Baujahr   | Beschreibung | Bild                           |
| ---------------------- | --- | --------- | --- | ------------------------------ |
| Denkmalzone Altstadt   | Innerhalb von Peter-Altmeier-Ufer, Kornpfortstraße, Entenpfuhl, Am Plan, Altengraben, An der Moselbrücke Lage |           | Kernstadt innerhalb des ehemaligen Areals des spätantik-frühmittelalterlichen Kastells (heute innerhalb von Peter-Altmeier-Ufer, Kornpfortstraße, Entenpfuhl, Am Plan, Altengraben, An der Moselbrücke); neben römischen Spuren viele Spuren mittelalterlicher Substanz; das Altstadtbild geprägt durch zahlreiche Bauten des 18. Jahrhunderts (oft aufgestockt im 19. Jahrhundert); Zentren die in die Antike zurückreichenden Kirchen Liebfrauen und St. Florin einschließlich deren Umfeld mit platzbildprägenden Bauten (Bürresheimer Hof, 1659/60, Altes Kauf- und Tanzhaus, 1419–25, 1724 umgebaut, Schöffenhaus 1528–30); sogenannter Plan mit Stadtkommandantur (1719–22) und städtischer Schule (1776); Münzplatz mit Metternicher Hof (1674 mit älteren Teilen) und ehemaliges Münzmeisterhaus (1763), nordseitige Wohn- und Geschäftshausbebauung 1919–21 des Koblenzer Architekten Konrad Reich; ehemalige kurfürstliche Burg (im Kern um 1277) und mittelalterliche Balduinbrücke | weitere Bilder Fotos hochladen |
| Denkmalzone Vier Türme | Am Plan 2, Löhrstraße 2, Marktstraße 1 und 2 Lage                                                             | 1689–1692 | drei- bzw. viergeschossige Wohn- und Geschäftshäuser mit aufwändigen Eckerkern über tonnengewölbten Bruchsteinkellern, Ende 17. Jahrhundert, Architekt wohl Johann Christoph Sebastiani | weitere Bilder Fotos hochladen |

## Einzeldenkmäler
| Bezeichnung                                | Lage                                                                      | Baujahr                              | Beschreibung | Bild                           |
| ------------------------------------------ | ------------------------------------------------------------------------- | ------------------------------------ | --- | ------------------------------ |
| Stadtbefestigung                           |                                                                           | ab dem 3. Jahrhundert                | Stadtbefestigung - Römermauer (Ende des 3. Jahrhunderts): Spuren im Straßenverlauf von der Moselbrücke über den Altengraben, Am Plan, Entenpfuhl, Kornpfortstraße zurück zur Mosel; in der hügelartigen Erhebung des von diesen Straßen umgriffenen Geländes und in der Anpassung von Straßenzügen und Parzellengrenzen an den Verlauf der römischen Ummauerung; erhaltene Teile der Nordmauer unter Burgstraße 3/5/7 (Tiefgarage) sowie Rudimente von Rundtürmen, im Keller der Burg (Burgstraße 1) Reste der Nord- und Westmauer, (Burgstraße 2) Reste der Westmauer, am südlichen Ende von Altenhof 5 Reste von Turm 7, im Bereich der Marktstraße Teile der Befestigung der Südflanke, unter St. Michaelskapelle Teile von Turm 10, Kornpfortstraße (Tiefgarage) Reste von Turm 15 und Maueranschluss, in den Ecktürmen des Pfarrhofs von Liebfrauen (Florinspfaffengasse 14) Reste von Turm 16 und 17, unter dem Chor von St. Florin Turm 18, im Kreuzgarten von St. Florin Turm 19 - mittelalterliche Stadtmauer: 1242–59 unter Erzbischof Arnold II. von Isenburg neu befestigt, Fortsetzung seit 1276 unter Erzbischof Heinrich II. von Finstingen; erhaltene Teile in der Schanzenpforte (Rückseiten der Häuser 3-35, ungerade Nummern), Kleinschmittsgäßchen (Rückseiten der Häuser 55-65, ungerade Nummern), Löhrstraße 71 (Rückseite), am ehemaligen Moseleck an der Spitze der Bastion in den unteren Steinlagen, zwischen ehemaligen Altem Kaufhaus und Balduinbrücke; Häuser Burgstraße 1, 3, 5 moselseitig auf der Stadtmauer; zwei halbrunde Türme bei Schanzenpforte 15 und 35, zum Wohnhaus umgebauter Turm in Kleinschmittsgäßchen 67; bei der Balduinbrücke halbrunder staufischer Mauerturm (An der Moselbrücke ohne Nummer) - barocke Stadtmauer: Bastionierung im 17. und 18. Jahrhundert, barocke Neubefestigung mit Doppelwallanlage und Graben, ab 1655 durch Festungsbaumeister Johann Lollio, genannt Saddeler, Erweiterung 1734/35, Architekt Balthasar Neumann; erhaltene Mauerteile mit Kordonabschluss an der Mosel zwischen Kaufhaus und Paradies sowie jenseits der Moseleisenbahnbrücke bis zum Ende der Halbbastion, 2 Wappensteine Erzbischofs Karl Kaspar von der Leyen, um 1660 und bezeichnet 1671, Wappenstein (beschädigt) des Kurfürsten Johann VIII. Hugo von Orsbeck als Spolie an Anwesen Neustadt 2 - preußische Befestigung: längstes erhaltenes Teilstück (sogenannte Schlossmauer) der nach 1890 auf Schartenhöhe abgetragenen rheinseitigen krenelierten Kehlbefestigung vom Deutschen Eck bis zum Schloss, mit drei nachträglichen Durchgängen in Schlosshöhe: ein Tor mit schmiedeeisernen Türflügeln des 19. Jahrhunderts sowie zwei Mauerdurchbrüchen (2009) zur Begehung der östlichen Schlossanlagen im Zuge der Bauarbeiten zur Bundesgartenschau 2011 | weitere Bilder Fotos hochladen |
| Torfahrt                                   | Altengraben, an Nr. 13a Lage                                              | 1749                                 | Torfahrt, bezeichnet 1749 | Fotos hochladen                |
| Wohn- und Geschäftshaus                    | Altengraben 17 Lage                                                       | spätes 18. Jahrhundert               | dreigeschossiges spätbarockes Zeilenwohn- und Geschäftshaus, spätes 18. Jahrhundert, Erweiterung 1890/91, Fassade 1921 überformt | Fotos hochladen                |
| Wohn- und Geschäftshaus                    | Altengraben 25 Lage                                                       | um 1700                              | dreigeschossiges Zeilenwohn- und Geschäftshaus, Renaissancetradition, wohl um 1700; wohl vorbarocker Bruchsteinkeller | Fotos hochladen                |
| Wohn- und Geschäftshaus                    | Altengraben 50 Lage                                                       |                                      | viergeschossiges Zeilenwohn- und Geschäftshaus, im Kern barock, Umbau und Jugendstil-Überformung bezeichnet 1907 | Fotos hochladen                |
| Wohn- und Geschäftshaus                    | Altengraben 52 Lage                                                       |                                      | viergeschossiges Zeilenwohn- und Geschäftshaus, im Kern barock, Umbau und Jugendstil-Überformung um 1900; Bruchsteinkeller im Kern mittelalterlich | Fotos hochladen                |
| Wohn- und Geschäftshaus                    | Altenhof 11 Lage                                                          | ab dem 15. oder 16. Jahrhundert      | ehemalige Hofanlage, Dreifensterhaus, im Kern um 1700, Aufstockung im 19. Jahrhundert, Ladeneinbau 1924; im Innern/zum Altengraben Wohnhaus, wohl aus dem 15. oder 16. Jahrhundert, über zwei wohl mittelalterlichen Bruchsteinkellern, Zwerchgiebel um 1750 | Fotos hochladen                |
| Wohn- und Geschäftshaus                    | Altenhof 19, Hohenfelder Straße 1 Lage                                    | 1906                                 | fünfgeschossiges Eckwohn- und Geschäftshaus, Eisenfachwerk-Konstruktion, Neurenaissance-, Neubarock-, Jugendstilformen, 1906, Architekt Carl Rudolph | Fotos hochladen                |
| Wohn- und Geschäftshaus                    | Altlöhrtor 8 Lage                                                         | 1719                                 | dreigeschossiges Wohn- und Geschäftshaus mit Mansarddach, ehemals bezeichnet 1719 | Fotos hochladen                |
| St.-Jakobus-Kapelle                        | Am Alten Hospital Lage                                                    | 1355                                 | spätgotischer hausteingegliederter Putzbau, 1355 | weitere Bilder Fotos hochladen |
| Brunnen Am Plan                            | Am Plan Lage                                                              | 1806                                 | klassizistischer Viereckblock mit Giebelabschlüssen, 1806 an die erste kurfürstliche Wasserleitung angeschlossen | Fotos hochladen                |
| Wohn- und Geschäftshaus                    | Am Plan 1 Lage                                                            | erste Hälfte des 18. Jahrhunderts    | viergeschossiges Wohn- und Geschäftshaus, erste Hälfte des 18. Jahrhunderts; mit Ausstattung | Fotos hochladen                |
| Erker                                      | Am Plan, an Nr. 2 Lage                                                    | 1692                                 | aufwändiger Eckerker, bezeichnet 1692; Teil der „Vier Türme“ | Fotos hochladen                |
| Stadtkommandantur                          | Am Plan 9 Lage                                                            | 1719–1722                            | barocker Mansarddachbau mit aufwändiger Freitreppe, 1719–1722, Architekt Johann Georg Judas, neubarocker Umbau 1911/12 zur Hauptfeuerwache, Architekt Friedrich Neumann | Fotos hochladen                |
| Städtische Schule                          | Am Plan 11 Lage                                                           | ab 1776                              | ehemalige Städtische Schule; zwölfachsiger, teilweise dreigeschossiger Mansarddachbau mit Arkaden, ab 1776, Architekt Nikolaus Lauxen, neubarocker Umbau 1911/12 zur Hauptfeuerwache, Architekt Friedrich Neumann; platzbildprägend | Fotos hochladen                |
| Drouvensches Haus                          | Am Plan 13 Lage                                                           | 1778/79                              | dreigeschossiges barock/frühklassizistisches Wohn- und Geschäftshaus, Mansarddachbau mit drei Schauseiten, tonnengewölbter Keller, 1778/79, Architekt wohl Christian Trosson | Fotos hochladen                |
| Wohn- und Geschäftshaus                    | Am Plan 30 Lage                                                           | 18. Jahrhundert                      | dreigeschossiges barockes Wohn- und Geschäftshaus, teilweise Fachwerk, 18. Jahrhundert | Fotos hochladen                |
| Friedhofskapelle St. Michael               | An der Liebfrauenkirche Lage                                              | vor 1660                             | südlich des Chores der Liebfrauenkirche gelegener zweigeschossiger, barocker Saalbau auf der römischen Stadtmauer, bezeichnet 1660 (Erneuerung) und 1752; mit Ausstattung | weitere Bilder Fotos hochladen |
| Katholische Liebfrauenkirche               | An der Liebfrauenkirche Lage                                              | ab 1180                              | querhauslose romanische Pfeilerbasilika, um 1180 begonnen, Aufstockung des Chors und Doppelturmfassade im ersten Viertel des 13. Jahrhunderts (Doppellaternen und Zwiebelhauben spätbarock), spätgotischer Langchor 1403–30, Architekt Johannes von Spey, südlicher Nebenchor um 1457 vollendet, Aufstockung des Emporengeschosses zwischen den Türmen und Maßwerkfenster 1463–66, Baldachinmadonna 1702, Portal 1765, barocker Sakristeianbau 1776, Architekt Nikolaus Lauxen; Umbauten ab 1852, Architekt Vinzenz Statz, Köln; Chorfenster 1992 von Hans Gottfried von Stockhausen; mit Ausstattung | weitere Bilder Fotos hochladen |
| Wohn- und Geschäftshaus                    | An der Liebfrauenkirche 1 Lage                                            | Anfang des 18. Jahrhunderts          | Eckwohn- und Geschäftshaus, verputzter Fachwerkbau mit geschweiftem Zwerchgiebel, Anfang des 18. Jahrhunderts, im Kern älter, vorbarocker Keller | Fotos hochladen                |
| Wohn- und Geschäftshaus                    | An der Liebfrauenkirche 3 Lage                                            | um 1700                              | vierachsiger Putzbau auf älterem Bruchsteinkeller, um 1700, nach 1850 aufgestockt | Fotos hochladen                |
| Wohn- und Geschäftshaus                    | An der Liebfrauenkirche 5 Lage                                            | um 1700                              | vierachsiger Putzbau auf älterem Keller, um 1700, nach 1850 aufgestockt | Fotos hochladen                |
| Wohn- und Geschäftshaus                    | An der Liebfrauenkirche 7 Lage                                            | um 1700                              | dreiachsiges Wohn- und Geschäftshaus über älterem Keller, um 1700, nach 1850 aufgestockt | Fotos hochladen                |
| Wohn- und Geschäftshaus                    | An der Liebfrauenkirche 9 Lage                                            |                                      | dreiachsiger Putzbau auf älterem Keller, um 1700, nach 1850 aufgestockt | Fotos hochladen                |
| Wohn- und Geschäftshaus                    | An der Liebfrauenkirche 11 Lage                                           | um 1700                              | vierachsiger Putzbau über älterem Keller, um 1700, nach 1850 aufgestockt | Fotos hochladen                |
| Wohn- und Geschäftshaus                    | An der Liebfrauenkirche 16 Lage                                           | 1899                                 | viergeschossiges gründerzeitliches Eckwohn- und Geschäftshaus, sandsteingegliederter Klinkerbau mit Mansarddach, 1899, Architekt Heinrich Beyerle | Fotos hochladen                |
| Wohn- und Geschäftshaus                    | An der Liebfrauenkirche 17 Lage                                           |                                      | dreigeschossiges Eckwohn- und Geschäftshaus, im Kern barock, neuklassizistische Überformung 1889/90, ältere Bruchsteinkeller; straßenbildprägend | Fotos hochladen                |
| Gedenkstein                                | An der Liebfrauenkirche, vor Nr. 19 Lage                                  | 1926                                 | Gedenkstein zur Erinnerung an die Grenzauer Fehde von 1347, über dem Stein Gedenktafel, 1926 | Fotos hochladen                |
| Balduinbrücke                              | An der Moselbrücke Lage                                                   | um 1342                              | mehrfach veränderte, im Kern mittelalterliche Steinbrücke | weitere Bilder Fotos hochladen |
| Kiosk                                      | An der Moselbrücke (ohne Nummer) Lage                                     | 1923                                 | polygonaler hausteinverblendeter Ziegelbau, 1923, Architekten Huch & Grefges | Fotos hochladen                |
| Wohn- und Geschäftshaus                    | An der Moselbrücke 7 Lage                                                 | 1889–91                              | viergeschossiges Zeilenwohn- und Geschäftshaus, polychrom verklinkerter Gründerzeitbau, 1889–91, Architekt Peter Friedhofen | Fotos hochladen                |
| Wohn- und Geschäftshaus                    | An der Moselbrücke 9 Lage                                                 | 1889–91                              | viergeschossiges Wohn- und Geschäftshaus, polychrom verklinkerter Gründerzeitbau, 1889–91, Architekt Peter Friedhofen | Fotos hochladen                |
| Wohn- und Geschäftshaus                    | An der Moselbrücke 11 Lage                                                | 1889–91                              | viergeschossiges Eckwohn- und Geschäftshaus, polychrom verklinkerter Gründerzeitbau, 1889–91, Architekt Peter Friedhofen | Fotos hochladen                |
| Wohn- und Geschäftshaus                    | Bahnhofstraße 3 Lage                                                      | 1902/03                              | viergeschossiges Jugendstil-Zeilenwohn- und Geschäftshaus, 1902/03, Architekten Gebrüder Friedhofen | Fotos hochladen                |
| Wohn- und Geschäftshaus                    | Bahnhofstraße 5 Lage                                                      | 1905/06                              | viergeschossiges Zeilenwohn- und Geschäftshaus, klassizistische und Jugendstilformen, 1905/06, Architekten Gebrüder Friedhofen | Fotos hochladen                |
| Altes Brauhaus                             | Braugasse 4 Lage                                                          | 1889–91                              | viergeschossiges, neunachsiges späthistoristisches Wohn- und Geschäftshaus mit Pultdach, 1889–91, Architekt Josef Thillmann; mittelalterliche Keller | Fotos hochladen                |
| Wohn- und Geschäftshaus                    | Braugasse 6 Lage                                                          | 1891                                 | fünfgeschossiges, achtachsiges Wohn- und Geschäftshaus mit Pultdach, Neurenaissance, 1891, Architekt Josef Thillmann | Fotos hochladen                |
| Alte Burg                                  | Burgstraße 1 Lage                                                         | 13. Jahrhundert                      | dreigeschossiger, auf der Stadtmauer aufsitzender, im Kern frühgotischer Hauptbau mit Walmdach, Nordostturm im Kern eventuell römisch, Obergeschoss mit Kapelle und Nordwestturm zwischen 1418 und 1439, Treppenturm aus dem ersten Drittel des 16. Jahrhunderts, Umbau der östlichen Stadtseite zwischen 1556 und 1567, Umbauten und Erweiterungen des westlichen Abschnitts 1680–82, Architekt Johann Christoph Sebastiani | weitere Bilder Fotos hochladen |
| Keller                                     | Burgstraße, unter Nr. 2 Lage                                              |                                      | mittelalterlicher tonnengewölbter Keller mit Teilen der römischen Stadtmauer | Fotos hochladen                |
| Wohn- und Geschäftshäuser                  | Burgstraße 4/6/8, Paradies 2 Lage                                         | 1910/11                              | viergeschossige Zeilenwohn- und Geschäftshäuser mit Laubengang und Mansarddach (bei Nr. 4 neues Satteldach), 1910/11, Architekt Conrad Reich | Fotos hochladen                |
| Fassaden, Keller und Stadtmauer            | Burgstraße, an Nr. 7, und an Florinsmarkt 1a Lage                         | ab 1863                              | drei- bzw. viergeschossige Putzfassaden, 1875 bzw. 1863, zweistöckiger Keller, 1863; hofseitige Gebäude teilweise auf mittelalterlicher Stadtmauer, dahinter Teilstück der römischen Stadtmauer | Fotos hochladen                |
| Hotel                                      | Burgstraße 10 Lage                                                        | 1876                                 | dominanter dreigeschossiger Neurenaissancebau mit Mansarddach, bezeichnet 1876; kreuzgratgewölbter Keller wohl romanisch | Fotos hochladen                |
| Wohn- und Geschäftshaus                    | Burgstraße 12 Lage                                                        | zweite Hälfte des 19. Jahrhunderts   | viergeschossiges Zeilenwohn- und Geschäftshaus, zweite Hälfte des 19. Jahrhunderts, Bruchsteinfassade | Fotos hochladen                |
| Wohn- und Geschäftshaus                    | Burgstraße 16 Lage                                                        | zweite Hälfte des 19. Jahrhunderts   | viergeschossiges Zeilenwohn- und Geschäftshaus, zweite Hälfte des 19. Jahrhunderts, teilweise ziegelausgefachtes Fachwerk (verputzt) | Fotos hochladen                |
| Haus des Tanzes                            | Casinostraße 21/23 Lage                                                   | 1955–60                              | viergeschossiges Wohn- und Geschäftshaus mit Tanzsaal und anspruchsvoller künstlerischer Ausgestaltung in Mosaiktechnik an der Fassade und im Inneren, 1955–60, Architekt Wolfgang Schumacher, Koblenz | Fotos hochladen                |
| Oberpostdirektion                          | Clemensplatz 1–5 Lage                                                     | nach 1881                            | dreigeschossiger Vierflügelbau, Neurenaissance und Neubarock, kurz nach 1881, Architekt Hermann Cuno; stadtbildprägend | weitere Bilder Fotos hochladen |
| Fassade                                    | Clemensplatz, an Nr. 7 Lage                                               | um 1786                              | fünfachsige hausteingegliederte Putzfassade des dreigeschossigen Wohn- und Geschäftshauses, um 1786, Aufstockung und Überformung um 1865, Architekt Hermann Nebel | Fotos hochladen                |
| Fassade des Lassaulxschen Hauses           | Clemensstraße, an Nr. 2 Lage                                              | 1786/87                              | dreigeschossige barock/frühklassizistische Fassade des Wohnhauses mit Walmdach, 1786/87, Architekt wohl Christian Trosson | Fotos hochladen                |
| Kaiser-Wilhelm-Denkmal                     | Danziger Freiheit Lage                                                    | 1897                                 | monumentales Denkmal mit Reiterstandbild, bezeichnet 1897; granitverblendeter Unterbau von Bruno Schmitz, Kupferblech-Figurengruppe von Emil Hundrieser, Bildhauerarbeiten von August Vogel | weitere Bilder Fotos hochladen |
| Deutschordenskommende                      | Danziger Freiheit 1 Lage                                                  | ab 1279                              | Reste der Südwand der 1306 geweihten Kirche; Ruine der spätgotischen, 1354/55 geweihten Kapelle; Rheinbau, dreigeschossiger gotischer Putzbau mit Giebelreiter und Treppenturm mit Zeltdach, 1279 (zuletzt umgebaut zum Ludwig-Museum für zeitgenössische französische Kunst); rhein- und moselseitige Befestigungsmauer mit Toranlage mit Kasematten; kreuzgratgewölbter Keller des Moselbaus; in Neubau einbezogene Ruine des Archivdienerhauses | weitere Bilder Fotos hochladen |
| Clemensbrunnen                             | Deinhardplatz Lage                                                        | 1791                                 | Obelisk mit vier steinernen Schalen, bezeichnet 1791, an die erste kurfürstliche Wasserleitung angeschlossen, 1970 vom Clemensplatz hierher versetzt | weitere Bilder Fotos hochladen |
| Hotel Trierer Hof                          | Deinhardplatz 1 Lage                                                      | 1786                                 | dreigeschossiger barock/frühklassizistischer Walmdachbau, 1786, Architekt wohl Christian Trosson | Fotos hochladen                |
| Stadttheater                               | Deinhardplatz 2 Lage                                                      | 1787                                 | zweieinhalbgeschossiger frühklassizistischer Putzbau, bezeichnet 1787, Architekt Peter Joseph Krahe; Ausstattung | weitere Bilder Fotos hochladen |
| Stammhaus der Sektkellerei Deinhard        | Deinhardplatz 3 Lage                                                      | 1786                                 | dreigeschossiges, elfachsiges Hauptgebäude, 1786, Architekt Nikolaus Lauxen, Ausbauten sowie Erweiterung der Kelleranlagen vor allem aus dem dritten Drittel des 19. Jahrhunderts und vom Anfang des 20. Jahrhunderts; im Hof ehemalige Verwaltungs-, Produktions-, Lager- und Packgebäude, im ehemaligen Kontor- und Kellereiverwaltungsgebäude tonnengewölbte Deinhard-Congresshalle, frühe 1950er Jahre, Architekt Igor Grinzoff, abgebrochen 2008 | weitere Bilder Fotos hochladen |
| Fassade                                    | Deinhardplatz, an Nr. 4 Lage                                              | um 1930                              | viergeschossige neuklassizistische Fassade, um 1930 | Fotos hochladen                |
| Bank- und Verwaltungsgebäude               | Deinhardplatz 5 Lage                                                      | um 1860                              | dreigeschossiger klassizistischer Putzbau mit Durchfahrt, um 1860 | Fotos hochladen                |
| Wohn- und Geschäftshaus                    | Eltzerhofstraße 2 Lage                                                    | 1891/93                              | viergeschossiges späthistoristisches Wohn- und Geschäftshaus, Klinkerbau mit Mansarddach, Sgraffitodekor, bezeichnet 1891, vollendet 1893 | Fotos hochladen                |
| Wohn- und Geschäftshaus                    | Eltzerhofstraße 3 Lage                                                    | 1895                                 | viergeschossiges Wohn- und Geschäftshaus, polychrom verklinkerte Neurenaissancefassade, wohl von 1895, Architekt Carl Becker; straßenbildprägend | Fotos hochladen                |
| Wohn- und Geschäftshaus                    | Eltzerhofstraße 4 Lage                                                    | 1893                                 | viergeschossiges Zeilenwohn- und Geschäftshaus mit Mansarddach, Neurenaissance, 1893, Architekt Anton Heins; straßenbildprägend | Fotos hochladen                |
| Wohn- und Geschäftshaus                    | Eltzerhofstraße 6 Lage                                                    | 1892/93                              | anspruchsvolles viergeschossiges Zeilenwohn- und Geschäftshaus mit Mansarddach, Neurenaissanceformen, 1892/93, Architekt Anton Heins | Fotos hochladen                |
| Görreshaus                                 | Eltzerhofstraße 6a Lage                                                   | 1865/66                              | opulentes neugotisches Fest- und Versammlungsgebäude mit Walmdach, bezeichnet 1865, vollendet 1866, Architekt Hermann Nebel, mehrfache Umbauten und Ergänzungen (1883, 1898/99); mit Ausstattung | Fotos hochladen                |
| Wohn- und Geschäftshaus                    | Eltzerhofstraße 8 Lage                                                    | 1894/95                              | viergeschossiger Klinkerbau, 1894/95, Architekt Carl Roedig | Fotos hochladen                |
| Wohn- und Geschäftshaus                    | Eltzerhofstraße 10 Lage                                                   | 1894/95                              | viergeschossiger Klinkerbau, 1894/95 | Fotos hochladen                |
| Wohn- und Geschäftshaus                    | Eltzerhofstraße 12 Lage                                                   | 1894/95                              | viergeschossiger Putzbau, 1894/95 | Fotos hochladen                |
| Wohn- und Geschäftshaus                    | Eltzerhofstraße 14 Lage                                                   | 1893/94                              | viergeschossiges späthistoristisches Zeilenwohn- und Geschäftshaus, Klinkerfassade, erbaut 1893/94, Architekt Carl Roedig; rückwärtig an der Straße Am alten Hospital Mauerabschnitt des Franziskanerklosters | Fotos hochladen                |
| Wohn- und Geschäftshaus                    | Entenpfuhl 12 Lage                                                        | um 1875                              | viergeschossiges Zeilenwohn- und Geschäftshaus, polychrome Klinkerfassade, um 1875, Architekt Conrad Haßlacher | Fotos hochladen                |
| Wohn- und Geschäftshaus                    | Entenpfuhl 13 Lage                                                        | um 1750                              | viergeschossiges teilmassives Zeilenwohn- und Geschäftshaus, um 1750 | Fotos hochladen                |
| Wohn- und Geschäftshaus                    | Entenpfuhl 17 Lage                                                        | um 1770                              | dreigeschossiges spätbarockes Zeilenwohn- und Geschäftshaus, um 1770 | Fotos hochladen                |
| Stadtmauer                                 | Entenpfuhl, an Nr. 37 Lage                                                | 3. Jahrhundert                       | rückwärtig Bruchsteinmauer, Rest der römischen Stadtmauer | BW                             |
| Kaufhaus Klawitter                         | Firmungstraße 2 Lage                                                      | 1897                                 | dreigeschossiges Eckwohn- und Geschäftshaus, reicher Neurenaissancebau mit Mansarddach, 1897, Architekt Karl Axer, Köln, bis 1905 mehrfach verändert, Turmaufbau 1916 | Fotos hochladen                |
| Wohn- und Geschäftshaus                    | Firmungstraße 9 Lage                                                      | um 1666                              | dreigeschossiges barock/frühklassizistisches Zeilenwohn- und Geschäftshaus mit Mansarddach, im Kern um 1666, Umbau 1787; mit Ausstattung | Fotos hochladen                |
| Wohn- und Geschäftshaus                    | Firmungsstraße 11 Lage                                                    | 1713                                 | dreigeschossiges plattenverkleidetes Zeilenwohn- und Geschäftshaus, reicher Jugendstildekor, im Kern von 1713; 1903 teilweise abgebrochen und bis auf das ältere Hinterhaus erneuert | Fotos hochladen                |
| Wohn- und Geschäftshaus                    | Firmungstraße 13 Lage                                                     | um 1713                              | dreigeschossiges Wohn- und Geschäftshaus, um 1713, im 19. Jahrhundert verändert; im Erdgeschoss gusseiserne Pilaster und Haustür (19. Jahrhundert) | Fotos hochladen                |
| Wohn- und Geschäftshaus                    | Firmungstraße 15 Lage                                                     | um 1713                              | dreigeschossiges Wohn- und Geschäftshaus, um 1713, im 19. Jahrhundert verändert | Fotos hochladen                |
| Wohn- und Geschäftshaus                    | Firmungstraße 17 Lage                                                     | um 1713                              | dreigeschossiges Wohn- und Geschäftshaus, um 1713, im 19. Jahrhundert verändert, Haustür und Ladeneinrichtung um 1900 | Fotos hochladen                |
| Wohn- und Geschäftshaus                    | Firmungstraße 19 Lage                                                     | um 1713                              | dreigeschossiges Wohn- und Geschäftshaus, um 1713, im 19. Jahrhundert verändert | Fotos hochladen                |
| Wohn- und Geschäftshaus                    | Firmungstraße 21 Lage                                                     | nach 1750                            | dreigeschossiges Zeilenwohn- und Geschäftshaus, nach 1750, Erweiterung im 19. Jahrhundert; Bruchsteinkeller | Fotos hochladen                |
| Wohn- und Geschäftshaus                    | Firmungstraße 23 Lage                                                     | 18. Jahrhundert                      | viergeschossiges Zeilenwohn- und Geschäftshaus, 18. Jahrhundert, späthistoristische Umgestaltung (Neurenaissance) und Umbau ab 1890, Architekt Heinrich Beyerle; im Kern vorbarocker Keller | Fotos hochladen                |
| Wohn- und Geschäftshaus                    | Firmungstraße 25 Lage                                                     | 18. Jahrhundert                      | dreigeschossiges Zeilenwohn- und Geschäftshaus, im Kern aus dem 18. Jahrhundert; wohl vorbarocker Keller | Fotos hochladen                |
| Wohn- und Geschäftshaus                    | Firmungstraße 27 Lage                                                     | um 1770                              | reich ornamentiertes dreigeschossiges Eckwohn- und Geschäftshaus, im Kern um 1770, Architekt Johann Peter Hömberger, Aufstockung und Umgestaltung um 1900, Jugendstilfassade bezeichnet 1903 | Fotos hochladen                |
| Wohn- und Geschäftshaus                    | Firmungstraße 28 Lage                                                     | zweite Hälfte des 18. Jahrhunderts   | viergeschossiges Zeilenwohn- und Geschäftshaus, im Kern aus der zweiten Hälfte des 18. Jahrhunderts, um 1910 erneuert; wohl vorbarocke Bruchsteinkeller | Fotos hochladen                |
| Wohn- und Geschäftshaus                    | Firmungstraße 33 Lage                                                     | um 1700                              | dreigeschossiges frühbarockes Wohn- und Geschäftshaus, Dreifensterhaus, um 1700, Anfang des 20. Jahrhunderts verändert | Fotos hochladen                |
| Wohn- und Geschäftshaus                    | Firmungstraße 34 Lage                                                     | 1773                                 | dreigeschossiges barockes Zeilenwohn- und Geschäftshaus mit Mansarddach, 1773, Architekt Nikolaus Lauxen; Barocktreppenhaus, Haustür um 1900 | Fotos hochladen                |
| Wohn- und Geschäftshaus                    | Firmungstraße 36 Lage                                                     | 1773                                 | dreigeschossiges barockes Zeilenwohn- und Geschäftshaus mit Mansarddach, 1773, Architekt Nikolaus Lauxen | Fotos hochladen                |
| Wohn- und Geschäftshaus                    | Firmungstraße 38 Lage                                                     | 1839/40                              | klassizistische Fassade des dreigeschossigen Wohn- und Geschäftshauses, 1839/40 | Fotos hochladen                |
| Wohn- und Geschäftshäuser                  | Firmungstraße 44/46 Lage                                                  | 18. Jahrhundert                      | drei- bzw. viergeschossige Wohn- und Geschäftshäuser, im Kern aus dem 18. Jahrhundert, zwischen 1897 und 1906 mehrfach verändert, 1921 mit 12-achsiger Fassade zusammengefasst | Fotos hochladen                |
| Evangelische Florinskirche                 | Florinsmarkt Lage                                                         | nach 1102                            | ehemalige Stiftskirche; romanische Pfeilerbasilika mit Doppelturmfassade, bald nach 1102 begonnen, nachgotisches Maßwerkfenster 17. Jahrhundert, Dreiecksgiebel der Türme 13. Jahrhundert, Spitzhelme um 1899, gotische Apsis, Mitte des 14. Jahrhunderts, Südportal, um 1710, Architekt wohl Philipp Honorius von Ravensteyn; mit Ausstattung | weitere Bilder Fotos hochladen |
| Wohnhaus                                   | Florinsmarkt 1 Lage                                                       | 1894                                 | viergeschossiger neugotischer Bau auf mittelalterlich-neuzeitlicher Stadtmauer, neugotische Erker 1894, Architekt Otto Nebel | Fotos hochladen                |
| Wohn- und Geschäftshäuser                  | Florinsmarkt 2/4 Lage                                                     | 1711                                 | dreigeschossige, zweiachsige Wohn- und Geschäftshäuser, Nr. 4 bezeichnet 1711; Bruchsteinkeller | Fotos hochladen                |
| Wohnhaus                                   | Florinsmarkt 2a Lage                                                      | 1873                                 | schlichter neuklassizistischer Putzbau, 1873, Erweiterung 1906; ältere Bruchstein-Gewölbekeller | Fotos hochladen                |
| Wohn- und Geschäftshaus                    | Florinsmarkt 6 Lage                                                       | um 1695                              | dreigeschossiges Eckwohn- und Geschäftshaus, reicher Fachwerkbau, um 1695, Erdgeschoss und Bruchstein-Gewölbekeller | Fotos hochladen                |
| Architekturteile                           | Florinsmarkt, an Nr. 8/10 Lage                                            | zweite Hälfte des 18. Jahrhunderts   | spätbarocke Tür- und Fenstergewände, zweite Hälfte des 18. Jahrhunderts; Figurennische wohl gleichzeitig; Eingangsgewände am Florinsmarkt mit mittelalterlichen Werksteinen | Fotos hochladen                |
| Bürresheimer Hof                           | Florinsmarkt 9, 11, 13 Lage                                               | 1659/60                              | stattlicher dreigeschossiger Renaissance-Hauptbau, 1659/60, Architekt Kapuzinerpater Bonitius, Linz, erste Erweiterung 1705–08; Flügelbau (Nr. 11) 1704–06 mit Basaltportal von 1659/60; zweite Erweiterung zwischen 1714 und 1774, repräsentativer spätbarocker „Galeriebau“, 1771/74, Architekt Nikolaus Lauxen; Umbau zur Synagoge 1847/48, Architekt Johann Claudius von Lassaulx | weitere Bilder Fotos hochladen |
| Fraueneck                                  | Florinsmarkt, an Nr. 14 Lage                                              | drittes Drittel des 19. Jahrhunderts | Fassaden und straßenseitige Räume eines fünfgeschossigen Eckwohn- und Geschäftshauses, Aufstockung und Turmaufbau wohl im dritten Drittel des 19. Jahrhunderts, Neurenaissanceformen; mittelalterlicher Bruchsteinkeller | weitere Bilder Fotos hochladen |
| Altes Kaufhaus                             | Florinsmarkt 15 Lage                                                      | 1419 bis 1425                        | 1419 bis 1425 errichtet; repräsentativer zwei- bzw. dreigeschossiger, im Kern spätgotischer Massivbau, 1410 bis 1425, Umbau 1476, barocke Umbauten 1678, vor allem 1724 mit Fassadenüberformung, Uhrturm, Mansardwalmdach, Architekt Johann Georg Judas unter Mitwirkung von Philipp Honorius von Ravensteyn | weitere Bilder Fotos hochladen |
| Schöffenhaus                               | Florinsmarkt 17 Lage                                                      | 1530                                 | kleiner wehrhafter spätgotischer Massivbau, bezeichnet 1530; tonnengewölbter Keller; stadtbildprägend mit Altem Kaufhaus und Bürresheimer Hof | weitere Bilder Fotos hochladen |
| Wohn- und Geschäftshaus                    | Florinsmarkt 18/20 Lage                                                   | spätes 17. Jahrhundert               | viergeschossige Dreifensterhäuser, ausgehendes 17. Jahrhundert; barocke Bruchsteinkeller | Fotos hochladen                |
| Wohnhaus                                   | Florinsmarkt 21 Lage                                                      | um 1855                              | Dreifensterhaus, um 1855; tonnengewölbter Keller | Fotos hochladen                |
| Wohnhaus                                   | Florinsmarkt 23 Lage                                                      | um 1855                              | viergeschossiges klassizistisches Wohnhaus, um oder nach 1855; tonnengewölbter Keller | Fotos hochladen                |
| Wohnhaus                                   | Florinspfaffengasse 5 Lage                                                | 1702                                 | achtachsiges barockes Wohnhaus, 1702; Keller und Spolien romanisch | Fotos hochladen                |
| Scholasterie des Stifts St. Florin         | Florinspfaffengasse 6 Lage                                                | 1725                                 | dreigeschossiger Putzbau, bezeichnet 1725, Aufstockung in der zweiten Hälfte des 19. Jahrhunderts; im Hof neugotische Peter-Friedhofen-Kapelle | Fotos hochladen                |
| Peter-Friedhofen-Kapelle                   | Florinspfaffengasse, zu Nr. 6 Lage                                        | 1854                                 | einschiffiger Bruchsteinbau mit Giebeldachreiter, 1854, Architekt Vinzenz Statz, Köln; mit Ausstattung | Fotos hochladen                |
| Wohnhaus                                   | Florinspfaffengasse 9 Lage                                                | 1709                                 | dreigeschossiges, sechsachsiges Wohnhaus, im Kern romanisch, nach Zerstörung Wiederaufbau 1709, Aufstockung gegen Ende des 19. Jahrhunderts; Keller und nördliche Giebelwand wohl aus dem 12. Jahrhundert | Fotos hochladen                |
| Pfarrhof Liebfrauen                        | Florinspfaffengasse 14 Lage                                               | 1680–82                              | barocke Hofanlage, 1680 bis 1682, Architekt Johann Christoph Sebastiani; dreiflügeliger Walmdachbau, Rundtürme im Kern aus dem 15. Jahrhundert bzw. römisch; Erker von 1709, Architekt Philipp Honorius von Ravensteyn (?); Basaltportal des ehemaligen Bassenheimer Hofes, Wiederaufbau 1701/02 | Fotos hochladen                |
| Barbara-Denkmal                            | Friedrich-Ebert-Ring Lage                                                 | 1907                                 | 1907 von Georg Schreyögg für die Gefallenen des Rheinischen Feldartillerieregiments Nr. 8 als monumentaler Brunnen mit Figurengruppe geschaffen; 2014 mit Originalteilen rekonstruiert | weitere Bilder Fotos hochladen |
| Wohn- und Geschäftshaus                    | Friedrich-Ebert-Ring 2 Lage                                               | 1907/08                              | dreigeschossiger monumentaler Tuffquaderbau mit Mansardwalmdach, neuklassizistische Motive, 1907/08, Architekt Conrad Reich | Fotos hochladen                |
| Wohnhaus                                   | Friedrich-Ebert-Ring 4 Lage                                               | 1906/07                              | Teil der Dreihäusergruppe, Tuffquaderbau mit Rechteckerker und geschwungenem Giebel, 1906/07, Architekt Conrad Reich | Fotos hochladen                |
| Wohnhaus                                   | Friedrich-Ebert-Ring 6 Lage                                               | 1906/07                              | Teil der Dreihäusergruppe, Tuffquaderbau mit segmentbogenartigen Erkern, 1906/07, Architekt Conrad Reich | Fotos hochladen                |
| Wohnhaus                                   | Friedrich-Ebert-Ring 8 Lage                                               | 1906/07                              | Teil der Dreihäusergruppe, Tuffquaderbau mit Stand- und Segmenterker, 1906/07, Architekt Conrad Reich | Fotos hochladen                |
| Wohn- und Geschäftshaus                    | Friedrich-Ebert-Ring 10 Lage                                              | 1905/06                              | viergeschossiges Zeilenwohn- und Geschäftshaus, tuffgegliedeter Mansarddachbau, Jugendstilformen, 1905/06, Architekt Carl Rudolph | Fotos hochladen                |
| Kaiserliche Oberpostdirektion              | Friedrich-Ebert-Ring, an Nr. 14-20 Lage                                   | um 1905                              | repräsentativer dreiflügeliger, viergeschossiger Baukomplex, sandstein- und muschelkalkquaderverkleidet, achteckiger Treppenturm mit neugotischen Motiven, um 1905; nach Entkernung 1987 nur Fassade erhalten | weitere Bilder Fotos hochladen |
| Allianzhaus                                | Friedrich-Ebert-Ring 32/34, Viktoriastraße 41 Lage                        | 1954/55                              | Stahlbetonbau mit Rasterfassade und Stahlfenstern, teilweise travertinverkleidet, viergeschossiger Eckbau, im rechten Winkel anstoßender siebengeschossiger Querriegel, Flugdächer, 1954/55, Architekt Regierungsbaumeister Ludwig Goerz, Wiesbaden; im Innern des Querriegels Wendeltreppe | Fotos hochladen                |
| Wohn- und Geschäftshaus                    | Gemüsegasse 8 Lage                                                        | 1706                                 | viergeschossiges Eckwohn- und Geschäftshaus, bezeichnet 1706, Aufstockung und Neurenaissance-Überformung im dritten Drittel des 19. Jahrhunderts; Bruchsteinkeller wohl mittelalterlich | Fotos hochladen                |
| Fassade und Keller                         | Gemüsegasse, an Nr. 10 Lage                                               | spätes 17. Jahrhundert               | viergeschossige Neurenaissance-Fassade und Keller eines Zeilenwohnhauses, spätes 17. Jahrhundert, Aufstockung und Überformung 1880 | Fotos hochladen                |
| Wohn- und Geschäftshaus                    | Görresstraße 2 Lage                                                       | 1893                                 | viergeschossiges gründerzeitliches Zeilenwohn- und Geschäftshaus, 1893, Architekt Anton Heins | Fotos hochladen                |
| Wohn- und Geschäftshaus                    | Görresstraße 3 Lage                                                       | 1892/93                              | viergeschossiges achtachsiges gründerzeitliches Zeilenwohn- und Geschäftshaus, 1892/93, Architekt Anton Heins | Fotos hochladen                |
| Wohn- und Geschäftshaus                    | Görresstraße 4/6 Lage                                                     | 1894/95                              | dreigeschossiges Zeilendoppelwohn- und Geschäftshaus, Klinkerbau mit Rundbogenfenstern, 1894/95, Architekt Josef Meurer | Fotos hochladen                |
| Wohn- und Geschäftshaus                    | Görresstraße 5 Lage                                                       | 1893                                 | viergeschossiges gründerzeitliches Zeilenwohn- und (ehemaliges) Geschäftshaus, Klinkerfassade mit Rundbogenfenstern, 1893, Architekt Anton Heins | Fotos hochladen                |
| Wohn- und Geschäftshaus                    | Görresstraße 8a Lage                                                      | 1894/95                              | dreigeschossiges Zeilenwohn- und Geschäftshaus, Klinkerbau, 1894/95, Architekt Otto Nebel | Fotos hochladen                |
| Wohn- und Geschäftshaus                    | Görresstraße 10 Lage                                                      | um 1895                              | viergeschossiges Zeilenwohn- und Geschäftshaus, Klinkerfassade, Neurenaissanceformen, um 1895 | Fotos hochladen                |
| Wohn- und Geschäftshaus                    | Görresstraße 12 Lage                                                      | 1895–97                              | viergeschossiges späthistoristisches Eckwohn- und Geschäftshaus, 1895–97, Architekt Josef Meurer; straßenbildprägend | Fotos hochladen                |
| Görres-Gymnasium                           | Gymnasialstraße 3 Lage                                                    | 1894                                 | ehemaliges königlich-preußisches Gymnasium, langgestreckter dreigeschossiger Backsteinbau mit Risaliten, Neurenaissanceformen, triumphbogenartiges Eingangstor, bezeichnet 1894, Erweiterung 1909 | weitere Bilder Fotos hochladen |
| Treppenhaus                                | Gymnasialstraße, an Nr. 4/6/8 Lage                                        | 1954                                 | Treppenhaus des Wohn- und Geschäftshauses, verglaster Halbzylinder, 1954, Architekt Josef Heinrich | BW                             |
| Wohn- und Geschäftshaus                    | Jesuitengasse 3 Lage                                                      | Ende des 16. Jahrhunderts            | viergeschossiges, einachsiges Wohn- und Geschäftshaus, wohl vom Ende des 16. Jahrhunderts, Aufstockung und Mansarddach 19. Jahrhundert | Fotos hochladen                |
| Wohnhaus                                   | Jesuitengasse 7 Lage                                                      | 18. Jahrhundert                      | viergeschossiges Dreifensterhaus, 18. Jahrhundert, Aufstockung und Umgestaltung um 1900 | Fotos hochladen                |
| Franziskaner-Eck                           | Jesuitengasse 8 Lage                                                      | 18. Jahrhundert                      | viergeschossiges Wohn- und Geschäftshaus, im Kern aus dem 18. Jahrhundert, Aufstockung und klassizistische Überformung um 1850, zweiter Umbau und Jugendstilfassade 1913, Architekt Rohr & Bruckmann, Worms; Bruchsteinkeller | Fotos hochladen                |
| Johannes-Müller-Denkmal                    | Jesuitenplatz Lage                                                        | 1899                                 | Bronzestandbild auf Steinsockel, 1899 von Professor Joseph Uphues, Berlin; platzbildprägend | weitere Bilder Fotos hochladen |
| Jesuitenkirche                             | Jesuitenplatz Lage                                                        | 1613–17                              | zugehörig zum ehemaligen Jesuitenkloster und Jesuitenkolleg (siehe Willi-Hörter-Platz 1, Jesuitenplatz 2); Turm und Fassade der dreischiffigen Basilika, 1613–17, nach Kriegszerstörung kubischer Neubau aus Gussstein und Beton, 1958/59, Architekt Gottfried Böhm, mit Ausstattung | weitere Bilder Fotos hochladen |
| Vikarienhaus der Koblenzer Jesuiten        | Jesuitenplatz 4 Lage                                                      | um 1770                              | dreigeschossiger spätbarocker Putzbau, um 1770, Architekt Johann Peter Hömberger, mit Treppenturm der Jesuitenkirche; platzbildprägend | Fotos hochladen                |
| Wohn- und Geschäftshaus                    | Josef-Görres-Platz 8 Lage                                                 | erste Hälfte des 18. Jahrhunderts    | schlichtes Dreifensterhaus, wohl aus der ersten Hälfte des 18. Jahrhunderts | Fotos hochladen                |
| Landeshauptarchiv                          | Karmeliterstraße 1/3 Lage                                                 | 1954–56                              | ehemals Staatsarchiv; dreiteilige qualitätvolle Anlage, Stahlbeton-Skelettbauten, 1954–56, Entwurf Staatliches Hochbauamt Koblenz; dreigeschossiger Verwaltungsbau und sechsgeschossiger Archivbau mit Walmdächern, dreigeschossiger flachgedeckter Verbindungsbau; mit Ausstattung | Fotos hochladen                |
| Hauptjustizgebäude                         | Karmeliterstraße 14 Lage                                                  | 1958                                 | neungeschossiges Hochhaus, viergeschossige Flügelbauten, tuffverkleidete Stahlbeton-Skelettbauten, 1958, Architekten Viertel und Ries, Mainz; im südlichen Innenhof „Die Liegende“ von Erwin Echternach, im nördlichen „Pinguingruppe am Wasser“ von Rudi Scheuermann | Fotos hochladen                |
| Basilika St. Kastor                        | Kastorhof Lage                                                            | 817–836                              | ehemalige Stiftskirche; dreischiffige Tuffstein-Basilika mit Doppelturmfassade (Mitte des 11. Jahrhunderts) und Chorflankentürmen auf den Fundamenten eines karolingischen Vorgängerbaus, im Wesentlichen Mitte des 12. Jahrhunderts und um 1200; mit Ausstattung | weitere Bilder Fotos hochladen |
| Kastorbrunnen                              | Kastorhof Lage                                                            | 1812                                 | Brunnenmonument zur Verherrlichung Frankreichs und des Kaisers Napoleon, Basaltquaderblock, Marmorbrunnenschalen, 1812, Entwurf Dagobert Chauchet, Bildhauer Rauch, Aachen | weitere Bilder Fotos hochladen |
| Südflügel des von der Leyenschen Hofes     | Kastorhof 2 Lage                                                          | 1725                                 | dreigeschossiger barocker Walmdachbau mit Pfeilerarkaden, 1725, Architekt Johann Georg Seiz, mit spätgotischer St.-Jakobus-Kapelle | Fotos hochladen                |
| Knabenschule der Pfarrei St. Kastor        | Kastorhof 6 Lage                                                          | 1847/48                              | vierachsiger basaltsteingegliederter Bruchsteinbau, 1847/48, Architekt Johann Claudius von Lassaulx | Fotos hochladen                |
| Pfarrhaus der Basilikagemeinde St. Kastor  | Kastorhof 8 Lage                                                          | 1827–29                              | stattlicher fünf- bzw. sechsachsiger Putzbau, Durchfahrt und Fußgängerpforte, 1827–29, Architekt Johann Claudius von Lassaulx | Fotos hochladen                |
| Oberförsterei der Bezirksregierung Koblenz | Kastorhof 10 Lage                                                         | 1891/92                              | ehemalige Oberförsterei der Bezirksregierung Koblenz; späthistoristischer hausteingegliederter Putzbau, 1891/92, Architekt Hendrichs | Fotos hochladen                |
| Wohnhaus                                   | Kastorhof 19 Lage                                                         | letztes Drittel des 19. Jahrhunderts | fünfgeschossiges, fünfachsiges späthistoristisches Wohnhaus, im letzten Drittel des 19. Jahrhunderts errichtet | Fotos hochladen                |
| Verwaltungsgebäude                         | Kastorpfaffenstraße 21 Lage                                               | um 1900                              | dreigeschossiger Massivbau mit Klinkerfassade, neugotische Formen, um 1900 | Fotos hochladen                |
| Deutscher Kaiser                           | Kastorstraße 3 Lage                                                       | um 1490                              | ehemaliges Gasthaus „Deutscher Kaiser“; fünfgeschossiger Wohnturm mit Bogenfries und Zinnenkranz, dendrodatiert um 1490, Veränderungen im 17., 19. und frühen 20. Jahrhundert | weitere Bilder Fotos hochladen |
| Stadtmauer                                 | Kleinschmittsgäßchen, zu Nr. 55-65 (ungerade Nummern), Löhrstraße 71 Lage |                                      | Teilstück der mittelalterlichen Stadtmauer, verborgen hinter dem modernen Anbau | Fotos hochladen                |
| Stadtmauerturm                             | Kleinschmittsgäßchen, zu Nr. 67 Lage                                      |                                      | halbrunder Turm der mittelalterlichen Stadtmauer | Fotos hochladen                |
| Brückenkopf                                | Konrad-Adenauer-Ufer Lage                                                 | 1819                                 | linksrheinischer Kopf der ehemaligen Schiffbrücke, zwei pfeilerartige Basaltlava-Bauteile, 1819 | weitere Bilder Fotos hochladen |
| Pegelhaus                                  | Konrad-Adenauer-Ufer Lage                                                 | 1609–11                              | ehemaliger Rheinkran, oktogonaler Putzbau, bezeichnet 1611, Architekt Peter Werner; Rheinpegel 1887 | weitere Bilder Fotos hochladen |
| Brückenhäuser                              | Konrad-Adenauer-Ufer 1 und 3 Lage                                         | vor 1914                             | ursprünglich die Zufahrt zur Schiffsbrücke flankierende Brückenhäuschen, eingeschossige Putzbauten mit Vorhallen und ausschwingenden Dächern, vor 1914, Architekt Friedrich Neumann | Fotos hochladen                |
| Koblenzer Hof                              | Konrad-Adenauer-Ufer 2-6, Rheinstraße 1-5 Lage                            | 1912/13                              | ehemaliges Grand-Hotel Koblenzer Hof, fünfgeschossiger neuklassizistischer Monumentalbau mit zweigeschossigem Vorbau, Attikageschoss, 1912/13, Architekt Heinrich Müller-Erkelenz, Köln, Lichtspielhaus 1914 | weitere Bilder Fotos hochladen |
| Preußisches Regierungsgebäude              | Konrad-Adenauer-Ufer 8-12, Regierungsstraße 7 Lage                        | 1902–1906                            | ehemaliges Gebäude der Königlichen (Bezirks-)Regierung, zwei- bis viergeschossige monumentale neuromanische Anlage, tuffsteinverkleidete, skulpturengeschmückte Fassaden, 1902–06, Architekt Paul Kieschke, Berlin, unter Mitwirkung von Behr und Loewe, Koblenz, Kupferplastiken der Gebr. Cauer; nördlich anschließend das ehemalige Hauptsteueramt, 1904/05; bauliche Gesamtanlage, stadtbildprägend | weitere Bilder Fotos hochladen |
| Wohnhaus                                   | Kornpfortstraße 2 Lage                                                    | 16. Jahrhundert                      | fünfgeschossiges, zweiachsiges Fachwerkhaus (verputzt), 16. Jahrhundert, Aufstockung und Veränderungen um 1903 | Fotos hochladen                |
| Heddesdorfer Hof                           | Kornpfortstraße 6 Lage                                                    | 1695                                 | barocke Hofanlage; Hinterhaus, bezeichnet 1695, und Durchfahrt linker Hand wohl von Johann Christoph Sebastiani; dreigeschossiges Vorderhaus mit Mansarddach; straßenbildprägend | Fotos hochladen                |
| Wohn- und Geschäftshaus                    | Kornpfortstraße 8 Lage                                                    | 1893/94                              | viergeschossiges gründerzeitliches Eckwohn- und Geschäftshaus mit Mansarddach, neuklassizistische Formen, 1893/94, Architekt Anton Heins | Fotos hochladen                |
| Wohn- und Geschäftshaus                    | Kornpfortstraße 13 Lage                                                   | um 1749                              | dreigeschossiges barockes Wohn- und Geschäftshaus mit Mansarddach, um 1749 | Fotos hochladen                |
| Dreikönigenhaus                            | Kornpfortstraße 15 Lage                                                   | 1701                                 | ehemaliger Eltz-Rübenacher Hof, dreigeschossiger zweiflügeliger Walmdachbau, bezeichnet 1701, Architekt wohl Johann Christoph Sebastiani, Hinterhaus 1779 | weitere Bilder Fotos hochladen |
| Krämerzunfthaus                            | Kornpfortstraße 17 Lage                                                   | 1709                                 | fünfachsiger Walmdachbau, einachsiger Eingangsanbau, bezeichnet 1709; stadtbildprägend | weitere Bilder Fotos hochladen |
| Katholische Herz-Jesu-Kirche               | Löhrrondell 1a Lage                                                       | 1900–1903                            | monumentale neuromanische Basilika mit Doppelturmfassade, zwei Chortürmen und Vierungsturm, 1899 bzw. 1900–03, Architekt Ludwig Becker; mit Ausstattung | weitere Bilder Fotos hochladen |
| Wohn- und Geschäftshaus                    | Löhrstraße 2 Lage                                                         | 1691                                 | dreigeschossiges Eckwohn- und Geschäftshaus, teilweise Fachwerk, aufwändiger Eckerker, 1691, Architekt wohl Johann Christoph Sebastiani; Teil der „Vier Türme“ | Fotos hochladen                |
| Erker                                      | Löhrstraße, an Nr. 45 Lage                                                | 1713                                 | polygonaler barocker Eckerker, 1713 | Fotos hochladen                |
| Fassade                                    | Löhrstraße, an Nr. 47/49 Lage                                             | 1913                                 | Fassade mit jugendstilig variierten neubarocken Formen des viergeschossigen Zeilenwohn- und Geschäftshauses, bezeichnet 1913, Architekt Conrad Reich | Fotos hochladen                |
| Fassade                                    | Löhrstraße, an Nr. 51/53 Lage                                             | 1888                                 | reiche Klinkerfassade des viergeschossigen Zeilenwohn- und Geschäftshauses, bezeichnet 1888 | Fotos hochladen                |
| Wohn- und Geschäftshaus                    | Marktstraße 1 Lage                                                        | 1690                                 | dreigeschossiges Eckwohn- und Geschäftshaus, teilweise Fachwerk, aufwändiger Eckerker, 1690, Architekt wohl Johann Christoph Sebastiani; Teil der „Vier Türme“ | Fotos hochladen                |
| Erker                                      | Marktstraße, an Nr. 2 Lage                                                | 1689                                 | aufwändiger Eckerker, bezeichnet 1689; Teil der „Vier Türme“ | Fotos hochladen                |
| Wohn- und Geschäftshaus                    | Marktstraße 3 Lage                                                        | 18. Jahrhundert                      | dreigeschossiges Zeilenwohn- und Geschäftshaus, barockes Dreifensterhaus mit Mansarddach, im Kern aus dem 18. Jahrhundert, Veränderungen zwischen 1895 und 1909 | Fotos hochladen                |
| Wohn- und Geschäftshaus                    | Marktstraße 5 Lage                                                        | Anfang des 18. Jahrhunderts          | dreigeschossiges Zeilenwohn- und Geschäftshaus, barockes Dreifensterhaus mit Mansarddach, Anfang des 18. Jahrhunderts, im frühen 20. Jahrhundert überformt | Fotos hochladen                |
| Wohn- und Geschäftshaus                    | Marktstraße 10 Lage                                                       | 1700                                 | viergeschossiges Zeilenwohn- und Geschäftshaus, Dreifensterhaus, bezeichnet 1700 | Fotos hochladen                |
| Wohn- und Geschäftshaus                    | Marktstraße 12 Lage                                                       | Ende des 17. Jahrhunderts            | viergeschossiges Zeilenwohn- und Geschäftshaus, Dreifensterhaus, Ende des 17. Jahrhunderts | Fotos hochladen                |
| Wohn- und Geschäftshaus                    | Mehlgasse 6 Lage                                                          | Mitte des 17. Jahrhunderts           | dreigeschossiges Zeilenwohn- und Geschäftshaus, Dreifensterhaus, Mitte des 17. Jahrhunderts, Fassadenüberformung Ende des 19. Jahrhunderts; mit Ausstattung; Bruchsteinkeller | Fotos hochladen                |
| Fassade und Keller                         | Mehlgasse, an Nr. 8 Lage                                                  | drittes Drittel des 17. Jahrhunderts | viergeschossige Fassade, 1891 überformt; Keller, drittes Drittel des 17. Jahrhunderts | Fotos hochladen                |
| Fassade und Keller                         | Mehlgasse, zu Nr. 9 Lage                                                  | 1840/50                              | Fassade in Lassaulxscher Tradition des Dreifensterhauses, 1840/50; Keller | Fotos hochladen                |
| Fassade und Keller                         | Mehlgasse, zu Nr. 10 Lage                                                 | 17. oder 18. Jahrhundert             | Fassade des barocken Wohnhauses, 17. oder 18. Jahrhundert; Bruchsteinkeller | Fotos hochladen                |
| Fassade                                    | Mehlgasse, zu Nr. 11 Lage                                                 | um 1850                              | Fassade eines Doppelwohn- und Geschäftshauses, um 1850 | Fotos hochladen                |
| Wohn- und Geschäftshaus                    | Mehlgasse 12 Lage                                                         | 17. Jahrhundert                      | dreigeschossiges Wohn- und Geschäftshaus, im Kern aus dem 17. Jahrhundert, neugotische Überformung in der zweiten Hälfte des 19. Jahrhunderts; Bruchsteinkeller mit mittelalterlichen Spolien | Fotos hochladen                |
| Fassade und Keller                         | Mehlgasse 14 Lage                                                         | ab dem 12. Jahrhundert               | wohl mittelalterlicher Bruchsteinkeller; Reste einer Turmanlage, wohl vor dem 13. Jahrhundert; barocke Fassade, 18. Jahrhundert | Fotos hochladen                |
| Spolien und Keller                         | Mehlgasse, an Nr. 16 Lage                                                 |                                      | mittelalterliche und neuzeitlicher Spolien, mittelalterlicher Bruchsteinkeller | Fotos hochladen                |
| Haus Metternich                            | Münzplatz 7/8 Lage                                                        | 1674                                 | ehemaliger Metternicher Hof, dreigeschossiger, sechsachsiger Putzbau, 1674, unter Einbeziehung älterer Teile (romanischer Südgiebel, Keller) | weitere Bilder Fotos hochladen |
| Wohn- und Geschäftshäuser                  | Münzplatz 14/15, Münzstraße 3 Lage                                        | 1910/11                              | viergeschossige Wohn- und Geschäftshäuser mit Mansardwalmdach, 1910/11, Architekt Conrad Reich; Torbau mit Seccomalerei von William Straube (Paradies) | Fotos hochladen                |
| Alte Münze                                 | Münzstraße 1 Lage                                                         | 1761–t63                             | ehemaliges Münzmeisterhaus der kurfürstlichen Münze, barocker Mansardwalmdachbau, 1761–63, Architekt wohl Johannes Seiz | weitere Bilder Fotos hochladen |
| Wohn- und Geschäftshaus                    | Münzstraße 2/4 Lage                                                       | um 1900                              | viergeschossiges gründerzeitliches Eckwohn- und Geschäftshaus, Mansarddachbau mit aufwändiger Fassade, um 1900; vorbarocke Keller | Fotos hochladen                |
| Architekturteile                           | Münzstraße, an Nr. 10 Lage                                                | um 1900                              | aufwändiger Eingangs- und Schaufensterbereich, um 1900 | Fotos hochladen                |
| Wohn- und Geschäftshaus                    | Münzstraße 12 Lage                                                        | Ende des 18. Jahrhunderts            | dreigeschossiges Wohn- und Geschäftshaus, spätbarocker Mansarddachbau, Ende des 18. Jahrhunderts, mit Ausstattung; im Kern vorbarocke Bruchsteinkeller; dreigeschossiges Hinterhaus | Fotos hochladen                |
| Wohn- und Geschäftshaus                    | Münzstraße 14 Lage                                                        | Ende des 17. Jahrhunderts            | dreigeschossiges Zeilenwohn- und Geschäftshaus, frühbarockes Dreifensterhaus, Ende des 17. Jahrhunderts; Bruchsteinkeller; dreigeschossiges Hinterhaus | Fotos hochladen                |
| Keller                                     | Münzstraße, unter Nr. 16 Lage                                             |                                      | zwei vorbarocke Bruchsteinkeller | BW                             |
| Wohn- und Geschäftshaus                    | Münzstraße 18 Lage                                                        |                                      | dreigeschossiges Wohn- und Geschäftshaus mit Mezzanin, im Kern barock, Aufstockung und Fassadenüberformung 1891; Bruchsteinkeller; Hinterhaus | Fotos hochladen                |
| Deutsche Bundesbank Filiale Koblenz        | Neustadt 6/7 Lage                                                         | 1935–37                              | ehemalige Reichsbankfiliale, palazzoartiger drei- bzw. viergeschossiger Repräsentativbau, teilweise tuffplattenverblendet, 1935–37, Architekt Heinrich Wolff, Berlin; in der Durchfahrt eingemauerte Votivtafel des Ritters Melchior Herr von Eltz und Langenau, bezeichnet 1608 | Fotos hochladen                |
| Wohn- und Bürohaus                         | Neustadt 8 Lage                                                           | um 1790                              | dreigeschossiges Wohn- und Bürohaus, frühklassizistisches Bürgerhaus, um 1790, Architekt Christian Trosson | Fotos hochladen                |
| Kurfürstliches Schloss                     | Neustadt 24 Lage                                                          | 1777–1793                            | frühklassizistische Anlage nach französischem Vorbild, zweieinhalbgeschossiger 37-achsiger Corps de logis mit Risaliten, Walmdach, seitlich Zirkularbauten mit Pavillons, erste Entwürfe 1776/77 von Pierre Michel d’Ixnard und Johannes Seiz, Bauleitung ab 1779 Antoine-François Peyre le jeune, örtliche Bauleitung Christian Trosson (bis 1782) und Johann Andreas Gärtner, Dresden, 1786 vollendet; Kapelle 1789–91, Architekt Antoine-François Peyre le jeune; Innenräume von Friedrich August Stüler, 1842–45 teilweise spätklassizistische Veränderungen/Ergänzungen von Johann Claudius von Lassaulx; nach Kriegszerstörung Wiederaufbau 1950/51; im Garten Sandsteinskulptur, 1854 von Johann Hartung | weitere Bilder Fotos hochladen |
| Portal                                     | Poststraße, an Nr. 1 Lage                                                 | um 1900                              | Oberlichtportal, um 1900 | Fotos hochladen                |
| Winninger Weinstuben                       | Rheinzollstraße 2 Lage                                                    | 1838/39                              | ehemalige Mädchenschule der Pfarrei St. Kastor; siebenachsiges Wohn- und Geschäftshaus, Bruchsteinbau, Gliederung mittels Grauwacke, Tuff, Lava, 1838/39, Architekt Johann Claudius von Lassaulx, Dachgeschoss 1912/13 für das Rhein-Museum verändert | Fotos hochladen                |
| Stadtmauer                                 | Schanzenpforte, zu Nr. 3-47 (ungerade Nummern) Lage                       |                                      | zum Teil in voller Höhe erhaltener Abschnitt der mittelalterlichen Stadtmauer | Fotos hochladen                |
| Stadtmauerturm                             | Schanzenpforte, zu Nr. 15 Lage                                            |                                      | halbrunder Turm der mittelalterlichen Stadtmauer | Fotos hochladen                |
| Stadtmauerturm                             | Schanzenpforte, zu Nr. 37 Lage                                            |                                      | halbrunder Turm der mittelalterlichen Stadtmauer | BW                             |
| Wendeltreppe                               | Schloßstraße, in Nr. 1/3 Lage                                             | 1950er Jahre                         | Wendeltreppe im viergeschossigen Bürohaus, Mitte 1950er Jahre, Architekt Martin Ufer | Fotos hochladen                |
| Verwaltungsgebäude                         | Schloßstraße 2 Lage                                                       | 1954–56                              | Verwaltungsgebäude der Industrie- und Handelskammer zu Koblenz, schlichter viergeschossiger Putzbau, lichtdurchflutete Eingangshalle, 1954–56, Architekten Martin Ufer/Igor Grinzoff/Friedhelm Worm; mit Ausstattung | Fotos hochladen                |
| Oberpräsidium der Rheinprovinz             | Stresemannstraße 1/3/5 Lage                                               | 1907–10                              | dreigeschossiger schlossartiger neubarocker Mansardwalmdachbau, Jugendstileinfluss, 1907–10 | weitere Bilder Fotos hochladen |
| Wohnhaus                                   | Unterm Stern 4 Lage                                                       | 16. Jahrhundert                      | dreigeschossiger Mansarddachbau mit Treppenturm, wohl 16. Jahrhundert, Dreifensterhaus | Fotos hochladen                |
| Wohnhaus                                   | Unterm Stern 6, Peter-Altmeier-Ufer 50 Lage                               | um 1768/69                           | zwei- bzw. viergeschossiger basaltsteingegliederter Putzbau, um 1768/69; stadtbildprägend mit Unterm Stern 4 und Kornpfortstraße 27 | Fotos hochladen                |
| Portal                                     | Weißer Gasse Lage                                                         | 1754                                 | Portal des ehemaligen Dominikanerklosters, kunstvolles Rokokoportal, 1754 von Nikolaus Binterim, Mainz | Fotos hochladen                |
| Stein                                      | Willi-Hörter-Platz Lage                                                   |                                      | Stein an der Durchfahrt von der Gymnasialstraße zum Jesuitenplatz, Herkunft und Funktion ungewiss; Teil eines Stadttores (?) oder einer römischen Pfahlbrücke (?) oder im Zusammenhang mit dem Weinbau (?) | Fotos hochladen                |
| Schängelbrunnen                            | Willi-Hörter-Platz Lage                                                   | 1940–1941                            | Bronze und Basaltreliefs, 1940/41, Entwurf Carl Burger, Mayen | weitere Bilder Fotos hochladen |
| Rathaus                                    | Willi-Hörter-Platz 1, Jesuitenplatz 2 Lage                                | 16./17. Jahrhundert                  | ehemaliges Jesuitenkloster und Jesuitenkolleg, drei eng miteinander verbundene Gebäudekomplexe, Spätrenaissance/Frühbarock, heute Rathaus I und II; - ehemalige Jesuitenkirche: siehe Jesuitenplatz - ehemalige Klostergebäude: dreigeschossige Dreiflügelanlage, „Mittelbau“ (Südtrakt) und Westflügel, Renaissancebauten, 1588/89 bzw. 1591/93, Architekt Georg Monreal, Plaidt, „Fürstenbau“ (Ostflügel), 1670/71, Architekt wohl Johann Christoph Sebastiani, Ausstattung; - ehemaliges Jesuitenkolleg: zwölfachsiger Putzbau mit turmartigen Eckaufsätzen, 1694–1701, Architekt wohl Johann Christoph Sebastiani, Portalschmuck von Lorenz Staudacher; Ausstattung; dreigeschossige Erweiterungstrakte, um 1910 | weitere Bilder Fotos hochladen |